# Teorema egrégio

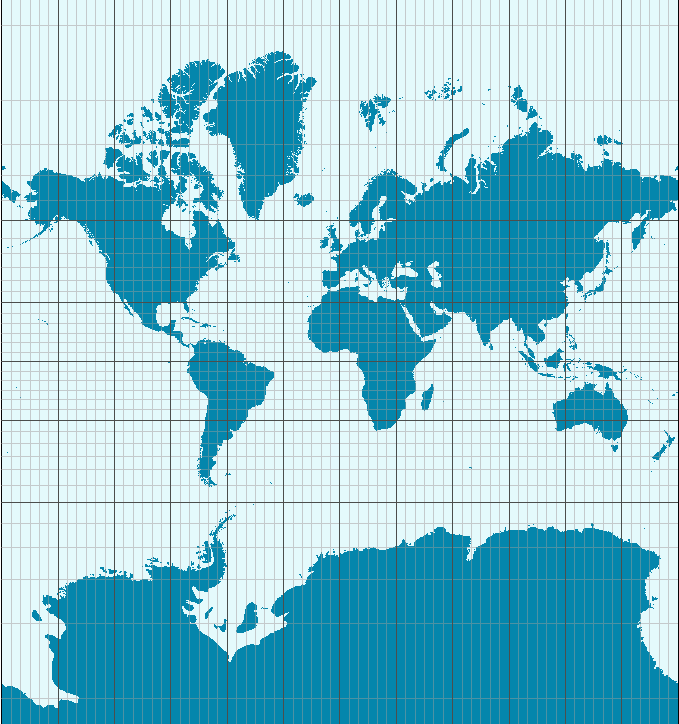
Uma consequência do Theorema Egregium é que a Terra não pode ser representada em um mapa sem distorção. A projeção de Mercator, mostrada aqui, preserva ângulos⁣, mas não preserva área.

O Teorema Egrégio (do latim Theorema Egregium, "teorema notável") é um resultado fundamental em geometria diferencial demonstrado por Carl Friedrich Gauss que trata da curvatura das superfícies. O teorema afirma que a curvatura gaussiana de uma superfície fica completamente determinada pela medição de ângulos, distâncias e suas proporções na própria superfície, sem qualquer referência à forma particular segundo a qual a superfície esteja situada no ambiente do espaço tridimensional euclidiano. Assim, a curvatura gaussiana é um invariante intrínseco das superfícies.
O resultado foi publicado por Carl Friedrich Gauss em 1827 juntamente com outras importantes ideias geométricas, tais como a curvatura gaussiana.
O teorema é "notável" porque a definição inicial da curvatura gaussiana faz uso direto da posição que a superfície ocupa no espaço. Deste modo, é bastante surpreendente o fato de que o resultado final não depende de sua imersão apesar de todas as deformações submetidas.
Em termos matemáticos modernos, o teorema pode ser enunciado como segue:
A curvatura gaussiana de uma superfície é invariante sob isometrias locais.

## Aplicações elementares

Animação mostrando a deformação de um helicoide em um catenoide

Uma esfera de raio R  tem uma curvatura gaussiana constante que é igual a 1/R². Ao mesmo tempo, a curvatura gaussiana de um plano é zero. Como um corolário do teorema egrégio, não se pode embrulhar uma esfera com um pedaço de papel sem amassá-lo. Reciprocamente, a superfície de uma esfera não pode ser desdobrada em uma superfície plana, sem distorcer as distâncias. Se alguém fosse pisar em uma casca de ovo vazia, suas bordas teriam que se quebrar ao expandir antes de poder ser achatada. Matematicamente falando, uma esfera e um plano não são isométricos, nem mesmo localmente. Este fato é de grande importância para a cartografia: ele implica que é impossível criar um mapa perfeito da Terra, mesmo que seja para um pedaço pequeno de sua superfície. Portanto, toda projeção cartográfica distorcerá necessariamente pelo menos algumas distâncias.
A catenóide e o helicóide são duas superfícies bem diferentes em sua aparência. Apesar disso, pode-se deformar continuamente cada uma delas na outra: elas são localmente isométricas. Segue do teorema notável que sob esta deformação a curvatura gaussiana em quaisquer dois pontos correspondentes do catenóide e do helicóide é sempre a mesma. Desse modo uma isometria consiste simplesmente de torcer e entortar uma superfície sem qualquer amassamento ou rasgo interno, em outras palavras, sem qualquer tensão, compressão ou cisalhamento extra.